# Старі Каргали
Старі Каргали́ (рос. Старые Каргалы, башк. Иҫке Ҡарғалы) — присілок у складі Балтачевського району Башкортостану, Росія. Входить до складу Тучубаєвської сільської ради.
Населення — 202 особи (2010; 294 у 2002).
Національний склад:
- башкири — 91 %